# Alla Cherkasova
Alla Cherkasova (Алла Костянтинівна Черкасова; Leópolis, 5 de maio de 1989) é uma lutadora de estilo-livre ucraniana, medalhista olímpica.

## Carreira
Cherkasova participou dos Jogos Olímpicos de Verão de 2020 em Tóquio, onde participou do confronto de peso médio, conquistando a medalha de bronze após derrotar a japonesa Sara Dosho.